# Lukusuzi-Nationalpark
Der Lukusuzi-Nationalpark (englisch Lukusuzi National Park) liegt östlich des Flusses Luangwa rund 70 km nördlich von Chipata im Distrikt Lumezi der Ostprovinz von Sambia.

## Geschichte
Der Nationalpark wurde 1971 gegründet. Er wird vom sambischen Department of National Parks and Wildlife verwaltet.

## Geographie und Vegetation
Der Park mit einer Fläche von 2646 km² liegt zu großen Teilen auf einem Plateau. Miombowald ist die dominante Vegetation, aber es findet sich auch Grasland auf dem Plateau und an den Flüssen.

## Fauna
Der Lukusuzi-Nationalpark ist eine Important Bird Area. Zu den im Nationalpark vorkommenden Vogelarten zählt der Südafrika-Kronenkranich (Balearica regulorum), die Spatelracke (Coracias spatulatus), der Blassschnabeltoko (Tockus pallidirostris), der Miombo-Bartvogel (Tricholaema frontata), der Rostmantelwürger (Lanius souzae), die Rotohrsylvietta (Sylvietta ruficapilla), Monticola angolensis, Cercotrichas barbata, Muscicapa boehmi, Nectarinia manoensis, Plocepasser rufoscapulatus und Neocichla gutturalis. Entlang der Flüsse sind die Schwarzente (Anas sparsa) und der Kobalteisvogel (Alcedo semitorquata) verbreitet.
Der Wildtierbestand ist von Lebensraumzerstörung durch Bergbauaktivitäten und durch Wilderei bedroht. Anwohner fällen Bäume für Brennholz und für den Anbau von Feldern. Diese sind oft nur für einen kurzen Zeitraum von drei bis vier Jahren produktiv.

## Infrastruktur
Eine einzelne Naturstraße quert den Park von Westen nach Osten. Von dieser aus zweigen ein oder zwei von Bergleuten eingerichtete Wege ab. Es sind keine touristischen Einrichtungen vorhanden.